# Lagabrun
Lagabrun este o arie protejată (arie specială de conservare — SAC, sit de importanță comunitară — SCI) din Italia întinsă pe o suprafață de 4,65 ha, integral pe uscat.

## Localizare
Centrul sitului Lagabrun este situat la coordonatele 46°12′17″N 11°11′54″E / 46.204722°N 11.198333°E.

## Înființare
Situl Lagabrun a fost declarat sit de importanță comunitară în iunie 1995 pentru a proteja 24 de specii de animale. Situl a fost protejat și ca arie specială de conservare în martie 2014.

## Biodiversitate
Situată în ecoregiunea alpină, aria protejată conține 7 habitate naturale: Fânețe de joasă altitudine (Alopecurus pratensis, Sanguisorba officinalis), Pajiști cu Molinia pe soluri calcaroase, turboase sau argilos-nămoloase (Molinion caeruleae), Păduri de fag Luzulo-Fagetum, Mlaștini turboase de tranziție și turbării mișcătoare, Grohotișuri silicioase de la nivelul montan până la nivelul zăpezii (Androsacetalia alpinae și Galeopsietalia ladani), Formațiuni ierboase bogate în specii de Nardus, dezvoltate pe substraturi silicioase în zone montane (și în zone submontane, în Europa continentală), Păduri aluvionare cu Alnus glutinosa și Fraxinus excelsior (Alno-Padion, Alnion incanae, Salicion albae).
La baza desemnării sitului se află mai multe specii protejate:
- păsări (23): uliu porumbar (Accipiter gentilis), uliu păsărar (Accipiter nisus), cocoșul de mesteacăn (Bonasa bonasia), Certhia brachydactyla, cristeiul de câmp (Crex crex), cuc (Cuculus canorus), pițigoi albastru (Cyanistes caeruleus), ciocănitoare neagră (Dryocopus martius), măcăleandru (Erithacus rubecula), cinteză (Fringilla coelebs), gaiță (Garrulus glandarius), pițigoi moțat (Lophophanes cristatus), forfecuță gălbuie (Loxia curvirostra), grangur (Oriolus oriolus), pițigoi de brădet (Periparus ater), viespar (Pernis apivorus), pitulice de munte (Phylloscopus collybita), ciocănitoarea verde (Picus viridis), pițigoi de munte (Poecile montanus), huhurez mic (Strix aluco), silvie cu cap negru (Sylvia atricapilla), mierlă (Turdus merula), sturz-cântător (Turdus philomelos)
- nevertebrate (1): Austropotamobius pallipes

Pe lângă speciile protejate, pe teritoriul sitului au mai fost identificate 23 de specii de plante, 5 specii de amfibieni, 11 specii de mamifere, 2 specii de reptile.